# Суит-Хоум (Арканзас)
Суит-Хоум (англ. Sweet Home, Arkansas) — статистически обособленная местность, расположенная в округе Пьюласки (штат Арканзас, США) с населением в 1070 человек по статистическим данным переписи 2000 года.

## География
По данным Бюро переписи населения США статистически обособленная местность Суит-Хоум имеет общую площадь в 10,36 квадратных километров, из которых 10,1 кв. километров занимает земля и 0,26 кв. километров — вода. Площадь водных ресурсов округа составляет 2,51 % от всей его площади.
Статистически обособленная местность Суит-Хоум расположена на высоте 83 метра над уровнем моря.

## Демография
По данным переписи населения 2000 года в Суит-Хоум проживало 1070 человек, 267 семей, насчитывалось 385 домашних хозяйств и 463 жилых дома. Средняя плотность населения составляла около 101,9 человек на один квадратный километр. Расовый состав Суит-Хоум по данным переписи распределился следующим образом: 24,11 % белых, 74,02 % — чёрных или афроамериканцев, 0,37 % — коренных американцев, 0,09 % — азиатов, 1,4 % — представителей смешанных рас.
Испаноговорящие составили 1,12 % от всех жителей статистически обособленной местности.
Из 385 домашних хозяйств в 29,9 % — воспитывали детей в возрасте до 18 лет, 38,4 % представляли собой совместно проживающие супружеские пары, в 23,9 % семей женщины проживали без мужей, 30,4 % не имели семей. 27,8 % от общего числа семей на момент переписи жили самостоятельно, при этом 11,2 % составили одинокие пожилые люди в возрасте 65 лет и старше. Средний размер домашнего хозяйства составил 2,78 человек, а средний размер семьи — 3,42 человек.
Население статистически обособленной местности по возрастному диапазону по данным переписи 2000 года распределилось следующим образом: 30,7 % — жители младше 18 лет, 8,5 % — между 18 и 24 годами, 25,2 % — от 25 до 44 лет, 23,0 % — от 45 до 64 лет и 12,6 % — в возрасте 65 лет и старше. Средний возраст жителей составил 35 лет. На каждые 100 женщин в Суит-Хоум приходилось 87,7 мужчин, при этом на каждые сто женщин 18 лет и старше приходилось 81 мужчин также старше 18 лет.
Средний доход на одно домашнее хозяйство в статистически обособленной местности составил 23 352 доллара США, а средний доход на одну семью — 30 781 доллар. При этом мужчины имели средний доход в 22 069 долларов США в год против 21 643 доллара среднегодового дохода у женщин. Доход на душу населения в статистически обособленной местности составил 8868 долларов в год. 21,7 % от всего числа семей в округе и 25,5 % от всей численности населения находилось на момент переписи населения за чертой бедности, при этом 23,3 % из них были моложе 18 лет и 60 % — в возрасте 65 лет и старше.

## История
Суит-Хоум был местом для Дома солдат с 1890 года по 1955 год, но дом был перенесен в Школу для глухих и слепых в Литл-Роке с 1955-1963 годах.